# Promptuari

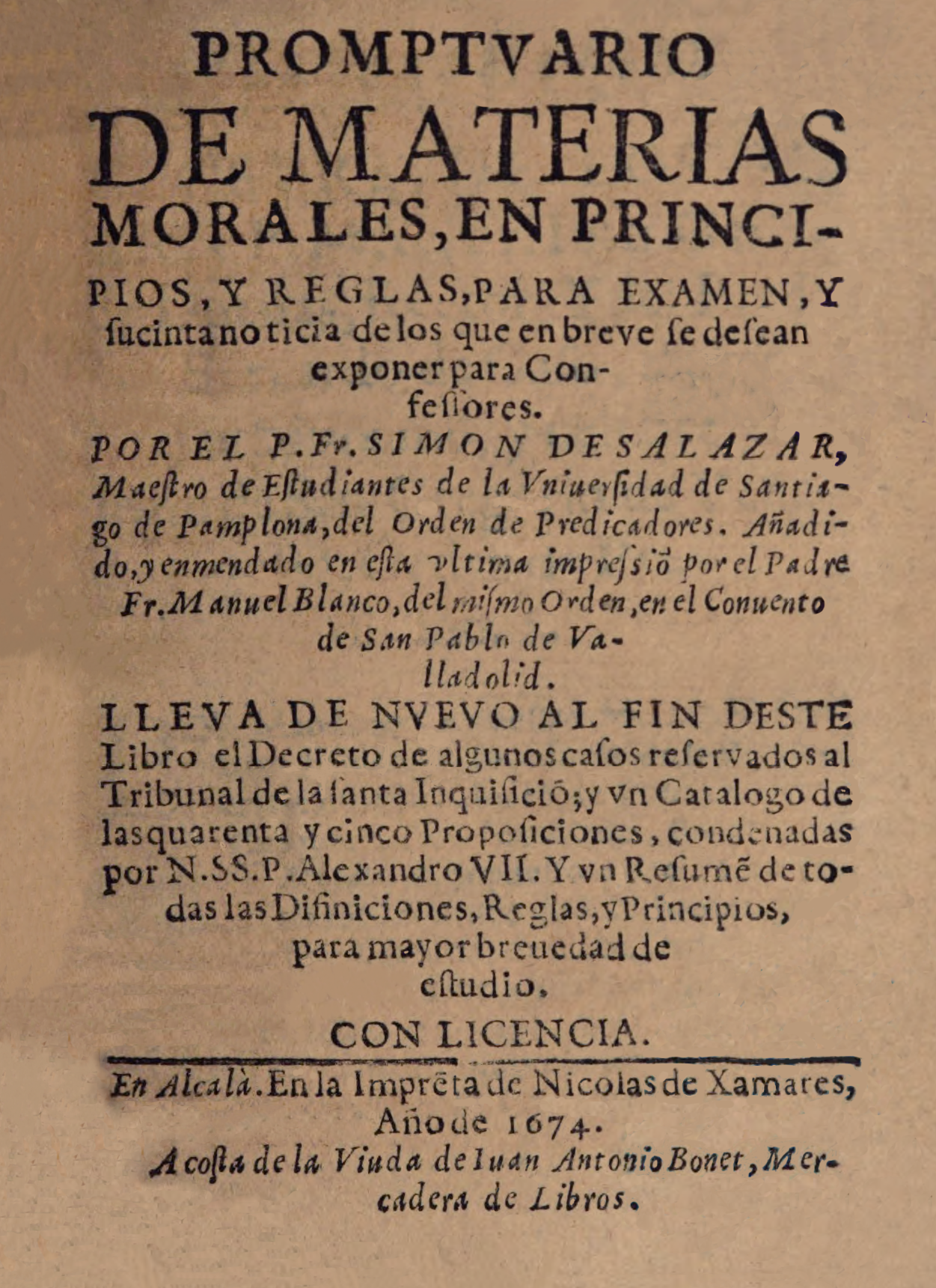
Promptuari sobre moral (Simón de Salazar, 1674).

Un promptuari és un compendi on es recullen breument els aspectes essencials o un aplec de normes d'algun tema tècnic o disciplina per a la seva fàcil consulta i recordança.
La paraula prové del llatí promptuarium, que significa magatzem, armari, amb les eines a l'abast. Els primers promptuaris els va publicar l'església catòlica, que va utilitzar el mot en un significat de compendi, entre altres perquè els creients «menys instruïts» tinguessin respostes davant «las malas Doctrinas que escampan los Increduls» o pels preveres, per a ajudar-los a predicar. D'aquesta darrera categoria, els cinc volums del Promptuari Moral Sagrat de Pere Salses i Trilles, que amb les seves 2.399 pàgines sembla més una obra enciclopèdica que un compendi concís, són dels més coneguts en l'àmbit català.
En l'actualitat hi ha promptuaris en diverses disciplines, tant acadèmiques com industrials. Generalment, són revisats i actualitzats periòdicament per a adaptar-los als canvis. Amb la difusió dels textos en línia, Internet n'ha permès una actualització permanent i un canvi en el format, però no de la seua la funció. N'és un exemple el Promptuari d'Assistència Judicial Internacional espanyol, que ha deixat obsoleta la impressió tradicional. Així es poden posar al dia de manera dinàmica, en línia o descarregables, o com més va més en forma d'aplicacions mòbils (app), que estan a l'abast de tothom que n'hagi de menester la informació.

## Alguns promptuaris destacats
Històrics
- Salses i Trilles, Pere. Promptuari moral sagrat y cathecisme pastoral, de platicas doctrinals, u espirituals sobre tots los punts de la Doctrina Christiana, per predicar en la Quaresma… (en català antic). Tomo Quint. e-book en línia.  Barcelona: Teresa Piferrer, viuda, 1757, p. 438.[Enllaç no actiu]
- Broc, Josep. Promptuario trilingue, en el que se manifiestan con toda claridad todas las vozes que generalmente sirven pare el Comercio Político, y sociable en los tres Idiomas, Cathalan, Castellano, y Francés, á fin de què los poco instruidos en algunos de los dos primeros, entren con menos dificultad á la inteligencia del tercero (en català - castellà - francès). Broc. Biblioteca Virtual Lluís Vives.  Barcelona: Impremta de Pau Campins, 1771, p. 116 + 4.
- J.A.A.C. Promptuari católich: que ab la major claredat y Brevedat possible se demostra la veritat de la Religió Católica, Apostòlica, Romana, contra tots los que tan irracionalmente la impugnan. Lo dona Á llum per la personas menos instruïdas, perque pugan defensarse de las malas Doctrinas, que escampan los Increduls (en català antic). e-book en línia.  Girona: Figaró Impresor de S.M., 1837.[Enllaç no actiu]
- Bulbena i Tosell, Antoni. Diccionari català-francès-castellà, o sía, Promptuari d'aquelles veus e locucions adverbials més propriament usades del poble e dels autors catalans tant antichs com moderns (en català, francès, castellà).  Francesch Badia, 1905, p. 632.

Moderns
- «Promptuari d'Assistència Judicial Internacional».   Poder Judicial España. [Consulta: 2 gener 2016].
- de B. Moll, Francesc. Promptuari d'ortografia: per a ús dels escriptors baleàrics.  Mallorca: Ed. Moll, 1963, p. 32.
- Monjo i Segura, Rafel. Promptuari ortogràfic catala.  Barcelona: Impremta Elseviriana, 1918, p. 32.
- Promptuari per a emprenedors.  Barcelona: Diputació de Barcelona, 2000, p. 32. ISBN 84-7794-714-7.
- Baiget i Elias, Francesc. Petit costumari : promptuari català de la convivència educada.  Barcelona: El Llamp, 1988, p. 72. ISBN 8477810265.

## En l'art
- Promptuari de dirs (1996) obra per a piano solo de Josep Maria Mestres Quadreny